# Aviere scelto

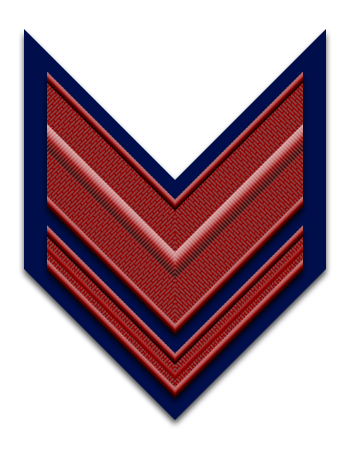
L'insegna di aviere scelto dell'Aeronautica Militare

L'aviere scelto è il primo grado dei militari di truppa dell'Aeronautica Militare italiana, superiore dell'aviere ed inferiore del primo aviere. Il distintivo di grado dell'aviere scelto è costituito da un gallone (rosso) ed un galloncino (rosso).
Il grado di aviere scelto viene acquisito dopo aver sostenuto e vinto il concorso "volontari in ferma prefissata 4 anni" (VFP4) e non più al compimento del 6º mese di servizio.

## Corrispondenze
I volontari di ferma prefissata all'atto dell'incorporamento vengono nominati Soldato, Marinaio o Aviere (in relazione alla Forza armata d'appartenenza), per poi ricevere il grado successivo a decorrere dal 12º mese di servizio se giudicati idonei.
| Periodo di servizio          | Esercito Italiano | Marina Militare                                     | Aeronautica Militare              |
| ---------------------------- | ----------------- | --------------------------------------------------- | --------------------------------- |
| All'incorporamento           | Soldato           | Nessun distintivo di grado Comune di seconda classe | Nessun distintivo di grado Aviere |
| All'incorporamento come VFP4 | Caporale          | Comune di prima classe                              | Aviere scelto                     |